# Lloyd (zanger)
Lloyd Polite jr. (New Orleans, 3 januari 1986), bekend onder zijn artiestennaam Lloyd, is een Amerikaans R&B-zanger. Hij vergaarde bekendheid als lid van de R&B-groep N-Toon voor hij in 2004 met zijn solocarrière begon.
In 2004 bracht hij zijn debuutsingle uit genaamd Southside wat tevens de titeltrack van zijn debuutalbum was. De single (met Ashanti) werd meteen een hit in de Billboard Hot 100. Zijn tweede album, Street Love, werd uitgegeven op 13 maart 2007. Twee singles van het album eindigden hoog in de hitlijsten; "You" en "Get It Shawty". Het derde album, Lessons In Love, gaf de zanger zijn tweede top 10-hit in Billboard 200 album. De carrière van de zanger kreeg in 2009 een enorme boost doordat hij meewerkte aan Young Money's wereldwijde hit "BedRock". Lloyd bracht ook in 2009 een ep uit, getiteld Like Me. Op 13 maart tekende Lloyd bij Interscope Records en bij Zone 4. Zijn vierde album King of Hearts werd uitgebracht op 5 juli 2011.
In Nederland en enkele andere Europese landen scoorde Lloyd in 2012 een grote hit met "Dedication to My Ex (Miss That)", een samenwerking met André 3000 en Lil Wayne.

## Discografie

### Singles
| Single met eventuele hitnotering(en) in de Nederlandse Top 40 | Datum van verschijnen | Datum van binnenkomst | Hoogste positie | Aantal weken | Opmerkingen                                                            |
| ------------------------------------------------------------- | --------------------- | --------------------- | --------------- | ------------ | ---------------------------------------------------------------------- |
| Caught up                                                     | 2005                  | 02-04-2005            | tip13           | -            | met Ja Rule / Nr. 80 in de Single Top 100                              |
| Dedication to my ex (Miss that)                               | 05-09-2011            | 04-02-2012            | 6               | 16           | met André 3000 & Lil Wayne / Nr. 13 in de Single Top 100 / Alarmschijf |

| Single met hitnotering(en) in de Vlaamse Ultratop 50 | Datum van verschijnen | Datum van binnenkomst | Hoogste positie | Aantal weken | Opmerkingen                |
| ---------------------------------------------------- | --------------------- | --------------------- | --------------- | ------------ | -------------------------- |
| Bedrock                                              | 25-01-2010            | 27-02-2010            | tip3            | -            | met Young Money            |
| Dedication to my ex (Miss that)                      | 2011                  | 12-11-2011            | tip87           | -            | met André 3000 & Lil Wayne |

- Bibliothèque nationale de France: cb14634164v (data)
- Gemeinsame Normdatei: 135382858
- International Standard Name Identifier: 0000 0000 5521 7718
- Library of Congress Control Number: no2004085620
- MusicBrainz: e9296a90-9c59-4657-9165-1f1b5319de00
- Virtual International Authority File: 66722544
- WorldCat: E39PBJwHgqyrPtYqt8T7RrRtKd